# Kosta Nedeljković
Kosta Nedeljković (srbskou cyrilicí: Kоста Недељковић; * 16. prosince 2005) je srbský profesionální fotbalista, který hraje na pozici pravého obránce za anglický klub Aston Villa FC a srbský národní tým.

## Klubová kariéra

### CZ Bělehrad
Nedeljković je produktem mládežnické akademie CZ Bělehrad a v únoru 2021 podepsal s klubem svou první profesionální smlouvu, která byla později v prosinci 2022 prodloužena. Za mládežnické týmy klubu hrál až do ledna 2023, kdy byl na druhou polovinu sezóny 2022/23 zapůjčen spolu s Aleksejem Vukičevićem a Stefanem Radujkem do klubu Grafičar Bělehrad. Za Grafičar odehrál 21 zápasů, podařilo se mu vstřelit jeden gól a 16. března 2023 v zápase proti FK Zlatibor Čajetina zaznamenal maximální rychlost 36,4 km/h, což je srovnatelné s hráči jako Kylian Mbappé, Achraf Hakimi a Erling Haaland.
Nedeljković debutoval za seniorský tým Crvene zvezdy v předsezónním přátelském utkání proti FK Sloboda Užice 26. června 2023 poté, co ho nový manažer Barak Bakhar povýšil do prvního týmu pro sezónu 2023/24.

### Aston Villa
Dne 22. ledna 2024 Nedeljković podepsal smlouvu s klubem Premier League Aston Villa FC, ale v Crvene zvezdě zůstal do konce sezóny. Přestupová částka nebyla zveřejněna, ale údajně se pohybovala kolem 8 milionů liber plus bonusy.
Po návratu do Bělehradu na hostování si Nedeljković během tréninkového kempu v teplém počasí na Kypru během zimní přestávky poranil koleno a strávil nějaký čas rekonvalescencí.
Dne 17. srpna 2024 Nedeljković debutoval v Premier League jako náhradník při vítězství 2:1 v úvodním kole nad West Hamem United. Stal se 1000. hráčem, který si za Aston Villu zahrál v soutěžním zápase.

## Reprezentační kariéra
Dne 30. srpna 2024 byl Nedeljković poprvé povolán do seniorského srbského národního týmu před zápasy Ligy národů UEFA 2024/25. Dne 5. září 2024 debutoval v národním týmu při remíze 0:0 v Lize národů proti Španělsku.

## Statistiky

### Klubové
Platí k zápasu hranému 24. září 2024.
| Klub                 | Sezóna            | Liga              | Liga   | Liga | Národní pohár | Národní pohár | Ligový pohár | Ligový pohár | Kontinentální | Kontinentální | Ostatní | Ostatní | Celkově | Celkově |
| Klub                 | Sezóna            | Soutěž            | Zápasy | Góly | Zápasy        | Góly          | Zápasy       | Góly         | Zápasy        | Góly          | Zápasy  | Góly    | Zápasy  | Góly    |
| -------------------- | ----------------- | ----------------- | ------ | ---- | ------------- | ------------- | ------------ | ------------ | ------------- | ------------- | ------- | ------- | ------- | ------- |
| CZ Bělehrad          | 2023/24           | Srbská SuperLiga  | 14     | 0    | 2             | 0             | —            | —            | 4             | 0             | —       | —       | 20      | 0       |
| Grafičar (hostování) | 2022/23           | Prva liga Srbije  | 15     | 1    | 0             | 0             | —            | —            | —             | —             | 2       | 0       | 17      | 1       |
| Grafičar (hostování) | 2023/24           | Prva liga Srbije  | 6      | 0    | 0             | 0             | —            | —            | —             | —             | —       | —       | 6       | 0       |
| Aston Villa          | 2024/25           | Premier League    | 3      | 0    | 0             | 0             | 1            | 0            | 0             | 0             | —       | —       | 4       | 0       |
| Celkově v kariéře    | Celkově v kariéře | Celkově v kariéře | 38     | 1    | 2             | 0             | 1            | 0            | 4             | 0             | 2       | 0       | 47      | 1       |

### Reprezentační
Platí k zápasu hranému 8. září 2024.
| Národní tým | Rok     | Zápasy | Góly |
| ----------- | ------- | ------ | ---- |
| Srbsko      | 2024    | 2      | 0    |
| Celkově     | Celkově | 2      | 0    |